# Albert Belhomme de Franqueville
Albert Belhomme de Franqueville (16 de octubre de 1814 - 5 de agosto de 1891) fue un botánico francés. Sus estudios de la flora de los montes Pirineos le llevaron a formar parte del grupo de viajeros que en 1842 coronó por primera vez la cumbre del pico Aneto.

## Semblanza
Franqueville nació en 1814 en la localidad de Pinterville (departamento de Eure, Normandía). Era hijo de Ambroise Belhomme de Franqueville (1773-1851) y de Marie Aglaé Le Pesant de Boisguilbert (1792-1868). Pertenecía a una familia de la nobleza con sus orígenes en el siglo XVIII, que descendía de un secretario del rey. Heredó el título de conde y una desahogada situación económica, que le permitió vivir de las rentas generadas por sus posesiones. Se casó con Cécile-Blanche Guiot de La Cour, fallecida el  20 de febrero de 1851 en Pau a los 26 años de edad, con quien tuvo un hijo, llamado Charles-Gaston. Se volvió a casar dos veces, y fue alcalde del municipio de Bizanos de 1871 a 1891.
El conde Albert de Franqueville se instaló en el castillo de Bizanos el  6 de febrero de 1854. El parque del castillo incluye plantas exóticas que datan de finales del siglo XIX, traídas por el conde y sus amigos botánicos.
Falleció a los 76 años de edad en la localidad de Bizanos (Pirineos Atlánticos).

### Botánico de renombre
Botánico de renombre, confeccionó un herbario que sigue sirviendo de referencia internacional. Contiene casi la totalidad de exsiccata (hojas secas prensadas) recolectadas a lo largo de veinte años. Muy rico en plantas francesas, aumentó considerablemente con la adquisición de los herbarios de Achille Richard y de Steudel. La importancia de estas colecciones es considerable, dado que Franqueville no se ocupó personalmente de compilar ninguna monografía general, y tenía el hábito de comunicar o de enviar sus plantas a diferentes botánicos, tanto franceses como de otros países. El herbario reúne especímenes especialmente valiosos, como los recogidos por Zollinger en la isla de Java o por Blume en América; así como la serie completa de plantas recogidas por Quartin-Dillon y Petit en Abisinia.
También recolectó especímenes procedentes principalmente del sur de Francia y de Sicilia para otros estudiosos, incluidas las colecciones de exsiccata de Constant Billot y de Louis Companyo. Parte de sus colecciones se encuentran en el herbario de Estrasburgo y en el Museo Nacional de Historia Natural de Francia en Paris entre otros lugares. Participó en congresos botánicos internacionales (1867 en París) y mantuvo una amistad con Ernest Saint-Charles Cosson, hasta el punto de entregarle todos los duplicados que tenía en su herbario.

### Pirineista
Cazador aficionado, recorrió los Pirineos en busca de plantas y trofeos de caza. De hecho, algunos de los guías que lo condujeron a coronar el pico del Aneto eran cazadores de rebecos.
Franqueville formó parte de la expedición que coronó por primera vez el pico Pico Aneto el 20 de julio de 1842. La montaña, conocida por entonces en Francia con el nombre de Néthou, el Aneto, es el punto más alto de los Pirineos, con una elevación de 3404 m. Alcanzó la cumbre en compañía del explorador ruso Platón Chijachov y de cuatro guías locales: Pierre Redonnet (conocido como Nate), Bernard Arrazau (conocido como Ursule) y Jean Sors (conocido como 'Argarot'), así como de Pierre Sanio, lugareño de Luz-Saint-Sauveur. Para evitar el glaciar, situado en la cara norte, que hoy constituye el "recorrido normal", pero que entonces era el terror de los escaladores desde la desaparición del guía Pierre Barrau en el vecino glaciar de la Maladeta, el equipo sorteó el macizo montañoso y se acerco a la cumbre por su lado sur. Dos días más tarde, Platón Chijachov ascendió de nuevo al Aneto acompañado por un profesor de química de Burdeos, el Sr. Laurent, para hacer observaciones científicas, mientras que Franqueville permaneció en la Renclusa.
Según su propio relato, fue Franqueville quien acuñó el nombre del mítico lugar conocido desde entonces como el "Puente de Mahoma", el último paso de la muy afilada arista que conduce a unas decenas de metros de la cumbre. Atravesar este punto dificultó la ascensión del grupo de montañistas, hasta el punto de que lo bautizó con el nombre de "Puente de Mahoma" en referencia a una tradición oral musulmana que dice que la entrada al paraíso es estrecha como un cabello y afilada como la hoja de un sable, por la que solo los justos pueden pasar.
En 1845 publicó la obra "Voyage à la Maladetta" (Viaje a la Maladeta), que en su momento se convirtió en la referencia sobre el tema. Sin embargo, el texto de Franqueville solo sería una mala copia del relato original de Platón Chijachov, del que prácticamente solo se diferencia porque no incluye la segunda ascensión al Aneto, debido a que Franqueville no participó en ella.

## Posteridad
En la loma de Llosas, en el macizo de la Maladeta, las agujas de Argarot (3035 m), Tchihatcheff (3052 m) y Franqueville (3065 m) llevan los nombres de los exploradores y de uno de sus guías, Jean Sors (conocido como Argarot).
El castillo de Bizanos, donde fijó su residencia, lleva ahora el nombre de castillo de Franqueville.